# 小行星2647
小行星2647（2647 Sova）是一颗围绕太阳公转的小行星。1980年9月29日，茲丹卡·瓦弗洛娃在克萊季发现了此天体。
該小行星以捷克詩人安東寧·索瓦命名。
这颗小行星的绝对星等为122.32117等。